# Lothar Kunz
Lothar Kunz (* 1. Dezember 1892 in Bärn, Österreich-Ungarn; † 19. Februar 1972 in Schwalbach am Taunus) war ein deutscher Politiker (BdL, SdP, NSDAP, später GB/BHE).

## Leben und Beruf
Nach dem Volksschulabschluss besuchte Kunz vier Jahre lang die Mittelschule. Anschließend wechselte er auf die Kadettenschule, besuchte diese ebenfalls für vier Jahre und wurde 1912 aktiver Offizier der Donaumonarchie. Von 1914 bis 1918 nahm er als Soldat am Ersten Weltkrieg teil, zuletzt als Oberleutnant und Kompaniechef. Während des Krieges wurde er verwundet. Bei Kriegsende geriet er in russische Gefangenschaft, aus der er aber fliehen konnte.
Kunz studierte 1919/20 an der Landwirtschaftlichen Hochschule in Tetschen-Liebwerd. Während der Zeit der Weimarer Republik arbeitete er als Parteisekretär des BdL. Nach dem Anschluss des Sudetenlandes an das Deutsche Reich 1938 war er als Angestellter beim Reichsnährstand tätig. Daneben wirkte er als Leiter der Kreisbauernschaft Bärn.
Nach dem Ende des Zweiten Weltkrieges wurde Kunz im Juli 1945 verhaftet, zunächst in einem Lager interniert und dann als Zwangsarbeiter in den Moraviawerken Mariental bei Olmütz eingesetzt. Im März 1946 wurde er aus der Tschechoslowakei ausgewiesen. Anschließend siedelte er als Heimatvertriebener nach Hessen über. Später war er als geschäftsführender Leiter bei der Treuhandstelle Süd der Nassauischen Siedlungsgesellschaft mbH in Frankfurt am Main tätig.

## Partei
Kunz schloss sich in den 1920er Jahren dem Bund der Landwirte (BdL), einer sudetendeutschen Bauernpartei an. Er war seit 1921 BdL-Kreisgeschäftsführer Nordmähren-Schlesien und wurde 1926 BdL-Landesgeschäftsführer Mähren-Schlesien. Nach der Annexion des Sudetengebiets durch das Deutsche Reich 1938 wurde der BdL in die von Konrad Henlein geleitete Sudetendeutsche Partei (SdP) eingegliedert. Am 30. Dezember 1938 beantragte Kunz die Aufnahme in die NSDAP und wurde rückwirkend zum 1. November desselben Jahres aufgenommen (Mitgliedsnummer 6.611.874).
Nach seiner Übersiedlung nach Westdeutschland war Kunz Mitbegründer des GB/BHE in Hessen. 1951 wurde er zum Landesvorsitzenden der Partei gewählt.

## Abgeordneter
Kunz war von 1935 bis 1938 Mitglied der tschechoslowakischen Nationalversammlung.
Dem Deutschen Bundestag gehörte er von 1953 bis 1957 an. Er war über die Landesliste Hessen ins Parlament eingezogen.